# Amandus Lundqvist
Amandus Hjalmar Lundqvist (Rotterdam, 11 mei 1945) is een Nederlandse (voetbal)bestuurder. Van 1 september 2002 tot 1 mei 2010 was hij voorzitter van het college van bestuur van de Technische Universiteit Eindhoven. Van 1990 tot april 1992 was hij voorzitter van de voetbalclub Feyenoord. 

## Opleiding
Lundqvist is als weg- en waterbouwkundig ingenieur afgestudeerd aan de Hogere Technische School te Rotterdam. Tijdens zijn studie heeft hij in Zweden en Nederland bij verschillende ingenieursbureaus gewerkt.

## Carrière
In 1968 is hij in dienst getreden bij IBM Nederland te Amsterdam waar hij in 1979 toetrad tot het managementteam.
Van 1979 tot 1989 vervulde Lundqvist verschillende managementfuncties in de salesorganisatie waar hij in 1986 en 1987 werkte vanuit het Europees Hoofdkantoor als Director of Operations voor IBM België en IBM Spanje.
In 1989 werd hij benoemd tot Directeur Business Planning en Support en in 1990 tot Directeur Marketing en Services.
Van 1 januari 1992 tot 1 oktober 2001 vervulde hij de functie van Algemeen Directeur en Voorzitter van de Directie.
Hij was in 1990 bereid om in Feyenoords donkerste periode het voorzitterschap te aanvaarden. Nadat de aanval van sponsor HCS om de stadion aandelen te bemachtigen, was afgeslagen heeft hij met penningmeester Jorien van den Herik, orde op zaken kunnen stellen. Na het echec van het trainersduo Gunder Bengtsson en Pim Verbeek bijgestaan door directeur Martin Snoeck en adviseur Ger Lagendijk, werd Wim Jansen aangesteld in 1991 om het elftal technisch te begeleiden. Hetgeen positieve resultaten tot gevolg had. In 1992 kwam het voorzitterschap in handen van Jorien van den Herik.
Van 1 september 2002 tot 1 mei 2010 was hij voorzitter van het college van bestuur van de Technische Universiteit Eindhoven. Daarna was hij tot medio 2014 voorzitter van de stichting SURF. Sinds 2011 is hij Boegbeeld Topsector High Tech Systemen en Materialen bij Holland High Tech. Lundqvist bekleedde tevens diverse bestuursfuncties en commissariaten. 